# ماورو نافاس
ماورو نافاس (بالإسبانية: Mauro Navas)‏ (20 أكتوبر 1974 في الأرجنتين - ) هو مدرب كرة قدم ولاعب كرة قدم أرجنتيني في مركز الدفاع. لعب مع ألماجرو وإسبانيول وبانفيلد وبوكا جونيورز ونادي أودينيزي ونادي راسينغ ونادي ليغانيس وClub Atlético Temperley ‏ وClub Comunicaciones ‏.

## وصلات خارجية
- ماورو نافاس على موقع قاعدة بيانات كرة القدم.إي يو (الإنجليزية)
- ماورو نافاس على موقع عالم كرة القدم.نت (الإنجليزية)